# ATP Challenger Johannesburg-2
Der ATP Challenger Johannesburg (offiziell: Johannesburg Challenger) war ein Tennisturnier, das von 1982 bis 1991 jährlich in Johannesburg, Südafrika, stattfand. Es gehörte zur ATP Challenger Tour und wurde im Freien auf Hartplatz gespielt.

## Liste der Sieger

### Einzel
| Jahr                         | Sieger            | Finalgegner       | Ergebnis          |
| ---------------------------- | ----------------- | ----------------- | ----------------- |
| 1991                         | Todd Witsken      | Wayne Ferreira    | 4:6, 6:3, 6:4     |
| 1990                         | nicht ausgetragen | nicht ausgetragen | nicht ausgetragen |
| 1989 (3)                     | Paul Koscielski   | Wayne Ferreira    | 6:3, 6:3          |
| 1989 (2)                     | Pieter Aldrich    | Wayne Ferreira    | 6:3, 6:3          |
| 1989 (1)                     | Piet Norval       | James Turner      | 6:4, 6:2          |
| 1988 (2)                     | Matt Anger        | Piet Norval       | 7:6, 6:2          |
| 1988 (1)                     | Neil Broad        | Piet Norval       | 3:6, 6:4, 6:4     |
| 1984–1987: nicht ausgetragen |                   |                   |                   |
| 1983                         | John Austin       | Robert Van’t Hof  | 1:6, 6:3, 6:2     |
| 1982                         | Danie Visser      | Van Winitsky      | 6:4, 6:3          |

### Doppel
| Jahr                         | Sieger                             | Finalgegner                 | Ergebnis          |
| ---------------------------- | ---------------------------------- | --------------------------- | ----------------- |
| 1991                         | Kevin Curren Royce Deppe (2)       | Stefan Kruger Danie Visser  | 7:5, 6:2          |
| 1990                         | nicht ausgetragen                  | nicht ausgetragen           | nicht ausgetragen |
| 1989 (3)                     | Lan Bale David Nainkin             | Neil Broad Stefan Kruger    | 4:6, 6:4, 6:2     |
| 1989 (2)                     | Pieter Aldrich Danie Visser        | David Adams Dean Botha      | 7:6, 6:4          |
| 1989 (1)                     | Mike DePalmer (2) Royce Deppe (1)  | Piet Norval Byron Talbot    | 4:6, 6:3, 7:6     |
| 1988 (2)                     | Neil Broad Stefan Kruger           | Brent Haygarth Byron Talbot | 7:6, 6:4          |
| 1988 (1)                     | Mike DePalmer (1) Gary Donnelly    | Warren Green Piet Norval    | 7:6, 7:6          |
| 1984–1987: nicht ausgetragen |                                    |                             |                   |
| 1983                         | Rick Meyer Frew McMillan           | Eddie Edwards Raymond Moore | 6:4, 6:4          |
| 1982                         | Freddie Sauer Schalk van der Merwe | Danie Visser Tian Viljoen   | 6:2, 6:1          |